# Grand Esprit

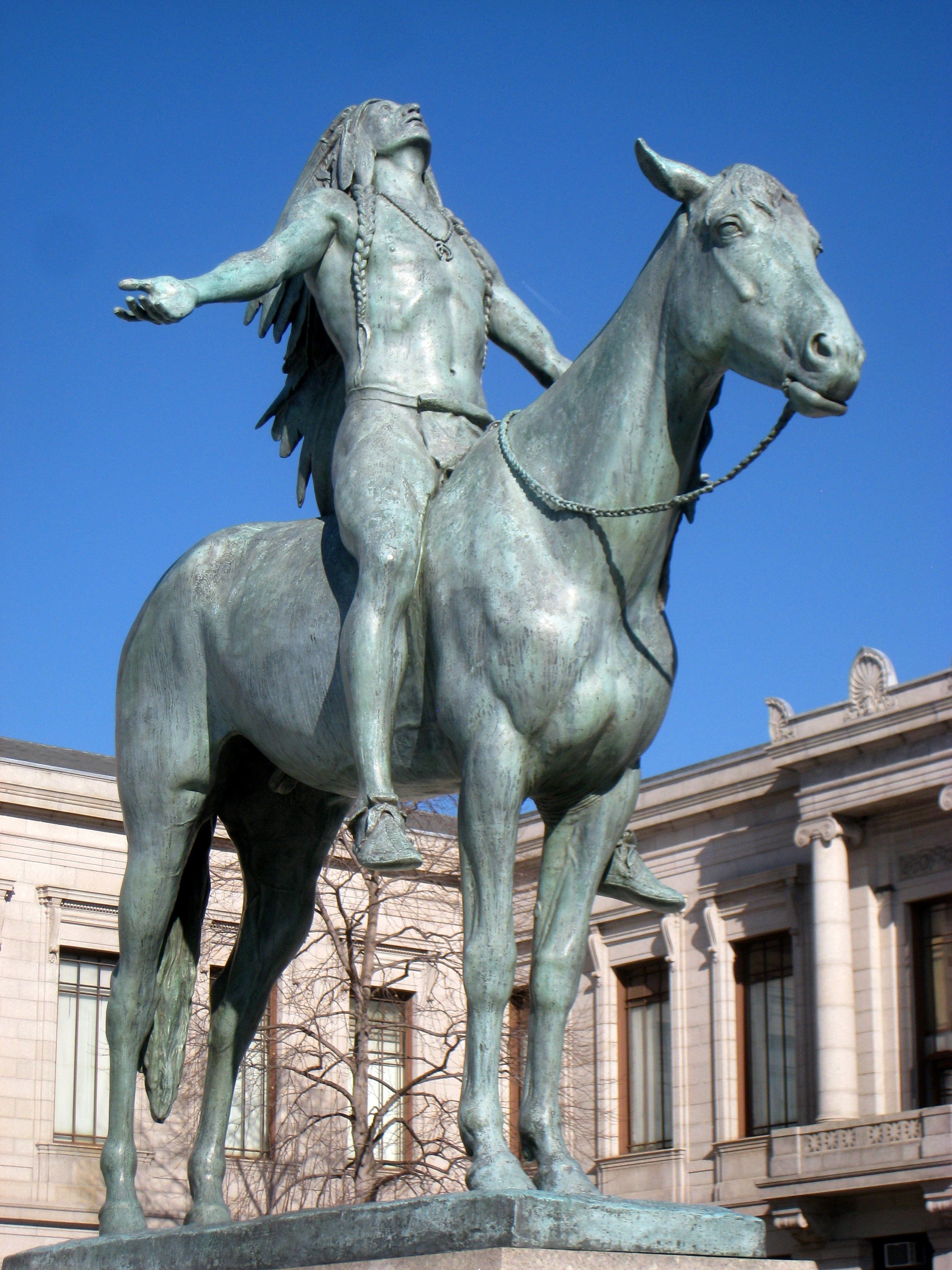
Appeal to the Great Spirit.

Le Grand Esprit est une conception de la force spirituelle universelle, Être suprême ou Dieu, et est connu sous le nom de Wakan Tanka chez les Sioux, Gitche Manitou en algonquien, et chez de nombreux Amérindiens (à l'exclusion des Autochtones d'Alaska) et des Autochtones du Canada (en particulier les Premières Nations[citation nécessaire]). Selon l'activiste Lakota Russell Means, une traduction sémantiquement plus précise de Wakan Tanka est le Grand Mystère.
En raison des similitudes perçues entre le Grand Esprit et le concept chrétien de Dieu, les missionnaires européens coloniaux ont fréquemment utilisé ces croyances existantes comme moyen d'initier les Amérindiens au christianisme et d'encourager leur conversion.

## Conceptualisation
Le Grand Esprit est parfois conceptualisé comme une « divinité céleste anthropomorphique », un Dieu de la création, de l'histoire et de l'éternité qui s'intéresse aussi personnellement aux affaires du monde et pourrait régulièrement intervenir dans la vie des êtres humains.
De nombreuses personnes sont tenues pour avoir été des « orateurs » du Grand Esprit, des personnes censées servir de médiateur terrestre chargé de faciliter la communication entre les humains et l'Esprit, ou le surnaturel plus généralement. Une telle personne avait alors l'obligation de préserver les traditions spirituelles de sa propre lignée.
Le Grand Esprit, par le biais de chefs spirituels, est recherché comme guide par les individus ainsi que par les communautés en général. Alors que la croyance en une ou plusieurs entités connues sous le nom de Grand Esprit existe dans de nombreux peuples autochtones américains, les tribus individuelles démontrent souvent des degrés divers de divergence culturelle, qui à leur tour sont en corrélation avec plusieurs croyances distinctes concernant la relation de l'humanité avec l'Esprit. En tant que tel différentes cultures attribuent à la même figure une variété d'histoires, de paraboles, de fables et de messages présentant des thèmes et des éléments d'intrigue différents, parfois contradictoires.

## Wakan Tanka
Wakȟáŋ Tȟáŋka peut être interprété comme le pouvoir ou le caractère sacré qui réside dans tout, ressemblant à des croyances animistes et panthéistes. Ce terme décrit chaque créature et objet comme wakȟáŋ ("saint") ou ayant des aspects qui sont wakȟáŋ. L'élément Tanka ou Tȟáŋka correspond à "génial" ou "grand".
Avant la christianisation des Amérindiens par les colons européens et les missionnaires, les Lakota utilisaient Wakȟáŋ Tȟáŋka pour désigner une organisation ou un groupe d'entités sacrées dont les voies étaient considérées comme mystérieuses et au-delà de la compréhension humaine. C'est l'élaboration de ces croyances qui suscite un débat savant suggérant que le terme « Grand Mystère » pourrait être une traduction plus exacte d'un tel concept que « Grand Esprit ». L'activiste Russell Means fait également la promotion de la traduction « Grand mystère » et de l'idée que la spiritualité Lakota n'est pas à l'origine monothéiste.
Le chef Luther Standing Bear (1868-1939) de la nation Lakota exprime ainsi :
De Wakan Tanka, le Grand Esprit, est venu une grande force de vie unificatrice qui a coulé dans et à travers toutes choses - les fleurs des plaines, les vents soufflant, les rochers, les arbres, les oiseaux, les animaux - et c'était la même force qui avait été insufflée dans le premier homme. Ainsi, toutes choses étaient apparentées et réunies par le même Grand Mystère.

## Manitou
Manitou, semblable à l'orenda iroquois, est perçu comme la force de vie spirituelle et fondamentale par les peuples algonquiens. Il est considéré par les pratiquants comme omniprésent, se manifestant dans toutes choses y compris les organismes, l'environnement et les événements induits par l'homme ou autrement. On pense également que les manifestations de Manitou sont dualistes, et de tels exemples contrastés sont connus comme aashaa monetoo (« bon esprit ») et otshee monetoo (« mauvais esprit ») respectivement. Selon la légende, lorsque le monde a été créé, le Grand Esprit, Aasha Monetoo, a donné la terre aux peuples autochtones, les Chaouanons en particulier.

## Gitche Manitou
La culture anichinabé, issue des Abénaquis et des Cris de langue algonquienne, hérite de la tradition du Grand Esprit de leurs prédécesseurs. Gitche manitou (également translittéré en Gichi-manidoo) est un mot de la langue Ojibwé généralement interprété comme « Grand Esprit », « Créateur de toutes choses » et « Donneur de Vie », et est parfois traduit par « Grand Mystère ». Historiquement, les Anichinabés croient en une variété d'esprits, dont les images sont placées près des portes pour les protéger.
Selon la tradition anichinabé, Michilimackinac, plus tard nommée par les colons européens sous le nom d'Île Mackinac, dans le Michigan, est le territoire de Gitche Manitou, et certaines tribus anishinaabeg y faisaient des pèlerinages pour des rituels consacrés à l'esprit.
D'autres noms anichinabé pour une telle figure, incorporés par le processus du syncrétisme, sont Gizhe-manidoo (« Vénérable Manidoo »), Wenizhishid-manidoo (« Juste Manidoo ») et Gichi-ojichaag (« Grand Esprit »). Alors que Gichi-manidoo et Gichi-ojichaag signifient tous deux « Grand Esprit », Gichi-manidoo porte l'idée du plus grand lien spirituel tandis que Gichi-ojichaag porte l'idée du lien l'âme individuelle au Gichi-manidoo. Par conséquent, les missionnaires chrétiens ont souvent utilisé le terme Gichi-ojichaag pour désigner l'idée chrétienne d'un Saint-Esprit.

## Signification religieuse contemporaine
La croyance contemporaine dans le grand esprit est généralement associée à l' Église amérindienne. La doctrine concernant le grand esprit au sein de cette tradition moderne est assez variée et adopte généralement des idées chrétiennes d'un Dieu monothéiste aux côtés de conceptions animistes,. Le nombre d'adhérents à ces croyances contemporaines dans le grand esprit est inconnu, mais il est probable qu'ils comptent plus d'un quart de million de personnes.